# Eichhof (Niederstetten)
Eichhof ist ein Weiler auf der Gemarkung der Kernstadt Niederstetten im Main-Tauber-Kreis im fränkisch geprägten Nordosten Baden-Württembergs.

## Geographie
Eichhof liegt drei Kilometer südwestlich von Niederstetten an der Landesstraße L 1020. Nach Adolzhausen im Nordwesten sind es etwa eineinhalb Kilometer. Im Süden liegt Ermershausen in eineinhalb Kilometer Entfernung, und nach Sichertshausen im Südosten sind es zwei Kilometer.

## Geschichte
Der Ort geht auf eine Landsiedlung zurück, die 1933 auf dem Grund einer alten fürstlichen Domäne errichtet wurde. Der Name stammt von dem dort wachsenden Gehölz. Eichhof war einst Zubehör von Haltenbergstetten.
Heute wohnen in dem Weiler noch 30 Personen (Stand: Januar 2010). Die Hofstellen, auf denen noch Landwirtschaft betrieben wird, werden meist in Nebenerwerb geführt.